# Лукас (округ, Айова)
Шаблон:StateAbbr_ 41°01′34″ пн. ш. 93°19′42″ зх. д. / 41.026111111111° пн. ш. 93.328333333333° зх. д.
Округ  Лукас (англ. Lucas County) — округ (графство) у штаті  Айова, США. Ідентифікатор округу 19117.

## Історія
Округ утворений 1846 року.

## Демографія
За даними перепису 
2000 року 
загальне населення округу становило 9422 осіб, зокрема міського населення було 4440, а сільського — 4982.
Серед мешканців округу чоловіків було 4579, а жінок — 4843. В окрузі було 3811 домогосподарств, 2561 родин, які мешкали в 4239 будинках.
Середній розмір родини становив 2,98.
Віковий розподіл населення поданий у таблиці:
| Стать    | До 15 років | 15-21 | 22-29 | 30-39 | 40-49 | 50-65 | 65-85 | Понад 85 |
| -------- | ----------- | ----- | ----- | ----- | ----- | ----- | ----- | -------- |
| Чоловіки | 1014        | 444   | 346   | 612   | 638   | 787   | 637   | 101      |
| Жінки    | 955         | 416   | 352   | 583   | 673   | 781   | 856   | 227      |

## Суміжні округи
- Меріон — північний схід
- Монро — схід
- Вейн — південь
- Кларк — захід
- Воррен — північний захід

## Виноски
1. ↑  U.S. Decennial Census. United States Census Bureau. Архів оригіналу за 19 липня 2018. Процитовано 1 серпня 2013.
2. ↑  Historical Census Browser. University of Virginia Library. Архів оригіналу за 11 серпня 2012. Процитовано 20 липня 2014.
3. ↑  Population of Counties by Decennial Census: 1900 to 1990. United States Census Bureau. Архів оригіналу за 22 квітня 2014. Процитовано 20 липня 2014.
4. ↑  Census 2000 PHC-T-4. Ranking Tables for Counties: 1990 and 2000 (PDF). United States Census Bureau. Архів оригіналу (PDF) за 18 грудня 2014. Процитовано 20 липня 2014.
5. ↑  State & County QuickFacts. United States Census Bureau. Архів оригіналу за 7 червня 2011. Процитовано 18 липня 2014.(англ.) Наведено за англійською вікіпедією.
6. ↑  American FactFinder. Бюро перепису населення США. Архів оригіналу за 26 лютого 2012. Процитовано 31 січня 2008.

| США | Це незавершена стаття з географії США. Ви можете допомогти проєкту, виправивши або дописавши її. |